# Grand Prix Formule 1 van Brazilië 2015
De Grand Prix Formule 1 van Brazilië 2015 werd gehouden op 15 november 2015 op het Autódromo José Carlos Pace. Het was de achttiende race van het kampioenschap.

## Wedstrijdverslag

### Kwalificatie
Mercedes-coureur Nico Rosberg behaalde zijn zesde pole position van het seizoen en zijn vijfde op een rij door teamgenoot Lewis Hamilton te verslaan. Sebastian Vettel werd voor Ferrari derde, voor de Williams van Valtteri Bottas en teamgenoot Kimi Räikkönen. Nico Hülkenberg kwalificeerde zich voor Force India als zesde, voor Red Bull-coureur Daniil Kvjat en de andere Williams van Felipe Massa. Daniel Ricciardo eindigde in de andere Red Bull als negende, voor Toro Rosso-coureur Max Verstappen, die de top 10 afsloot.
Na afloop van de kwalificatie kreeg Daniel Ricciardo een straf van tien startplaatsen omdat hij een nieuwe motor in zijn auto liet monteren. Valtteri Bottas kreeg een straf van drie startplaatsen omdat hij tijdens de vrije trainingen een andere coureur inhaalde terwijl er rode vlaggen werden gezwaaid. Sauber-coureur Felipe Nasr kreeg drie startplaatsen straf omdat hij tijdens Q1 zijn landgenoot Felipe Massa ophield terwijl hij een snelle ronde aan het rijden was.

### Race
De race werd eveneens gewonnen door Nico Rosberg, die met zijn vijfde overwinning van het seizoen zijn teamgenoot Lewis Hamilton voorbleef. Sebastian Vettel maakte het podium compleet, terwijl zijn teamgenoot Kimi Räikkönen de laatste coureur binnen een ronde was. Valtteri Bottas eindigde als vijfde, voor Nico Hülkenberg en Daniil Kvjat. Felipe Massa eindigde als achtste voor de Lotus van Romain Grosjean. Max Verstappen eindigde na een lastige slotfase op de tiende plaats, waardoor hij het laatste punt behaalde.
Na afloop van de race werd Massa gediskwalificeerd omdat er voorafgaand aan de wedstrijd een te hoge temperatuur werd gemeten bij zijn rechterachterband.

## Vrije trainingen
- Er wordt enkel de top 5 weergegeven.

| Vrije training 1 | Pos | No | Coureur          | Constructeur      | Tijd     |
| ---------------- | --- | -- | ---------------- | ----------------- | -------- |
| Vrije training 1 | 1   | 44 | Lewis Hamilton   | Mercedes          | 1:13.543 |
| Vrije training 1 | 2   | 6  | Nico Rosberg     | Mercedes          | 1:14.062 |
| Vrije training 1 | 3   | 5  | Sebastian Vettel | Ferrari           | 1:14.168 |
| Vrije training 1 | 4   | 3  | Daniel Ricciardo | Red Bull-Renault  | 1:14.449 |
| Vrije training 1 | 5   | 7  | Kimi Räikkönen   | Ferrari           | 1:14.549 |
| Vrije training 2 | Pos | No | Coureur          | Constructeur      | Tijd     |
| Vrije training 2 | 1   | 6  | Nico Rosberg     | Mercedes          | 1:12.385 |
| Vrije training 2 | 2   | 44 | Lewis Hamilton   | Mercedes          | 1:12.843 |
| Vrije training 2 | 3   | 5  | Sebastian Vettel | Ferrari           | 1:13.345 |
| Vrije training 2 | 4   | 7  | Kimi Räikkönen   | Ferrari           | 1:13.500 |
| Vrije training 2 | 5   | 3  | Daniel Ricciardo | Red Bull-Renault  | 1:13.585 |
| Vrije training 3 | Pos | No | Coureur          | Constructeur      | Tijd     |
| Vrije training 3 | 1   | 44 | Lewis Hamilton   | Mercedes          | 1:12.070 |
| Vrije training 3 | 2   | 6  | Nico Rosberg     | Mercedes          | 1:12.193 |
| Vrije training 3 | 3   | 5  | Sebastian Vettel | Ferrari           | 1:12.760 |
| Vrije training 3 | 4   | 7  | Kimi Räikkönen   | Ferrari           | 1:13.096 |
| Vrije training 3 | 5   | 77 | Valtteri Bottas  | Williams-Mercedes | 1:13.335 |

Testcoureurs:
 Jolyon Palmer (Lotus-Mercedes, P12)

## Kwalificatie
| Pos                 | No | Coureur          | Constructeur         | Q1        | Q2       | Q3       | Grid |
| ------------------- | -- | ---------------- | -------------------- | --------- | -------- | -------- | ---- |
| 1                   | 6  | Nico Rosberg     | Mercedes             | 1:11.746  | 1:12.213 | 1:11.282 | 1    |
| 2                   | 44 | Lewis Hamilton   | Mercedes             | 1:11.682  | 1:11.665 | 1:11.360 | 2    |
| 3                   | 5  | Sebastian Vettel | Ferrari              | 1:12.240  | 1:11.928 | 1:11.804 | 3    |
| 4                   | 77 | Valtteri Bottas  | Williams-Mercedes    | 1:12.934  | 1:12.374 | 1:12.085 | 7    |
| 5                   | 7  | Kimi Räikkönen   | Ferrari              | 1:12.185  | 1:12.243 | 1:12.144 | 4    |
| 6                   | 27 | Nico Hülkenberg  | Force India-Mercedes | 1:12.595  | 1:12.485 | 1:12.265 | 5    |
| 7                   | 26 | Daniil Kvjat     | Red Bull-Renault     | 1:12.730  | 1:12.527 | 1:12.322 | 6    |
| 8                   | 19 | Felipe Massa     | Williams-Mercedes    | 1:12.980  | 1:12.858 | 1:12.415 | 8    |
| 9                   | 3  | Daniel Ricciardo | Red Bull-Renault     | 1:12.639  | 1:12.825 | 1:12.417 | 19   |
| 10                  | 33 | Max Verstappen   | Toro Rosso-Renault   | 1:12.824  | 1:12.712 | 1:12.739 | 9    |
| 11                  | 12 | Felipe Nasr      | Sauber-Ferrari       | 1:13.111  | 1:12.989 |          | 13   |
| 12                  | 55 | Carlos Sainz jr. | Toro Rosso-Renault   | 1:13.267  | 1:13.045 |          | 10   |
| 13                  | 11 | Sergio Pérez     | Force India-Mercedes | 1:13.140  | 1:13.147 |          | 11   |
| 14                  | 9  | Marcus Ericsson  | Sauber-Ferrari       | 1:13.346  | 1:13.233 |          | 12   |
| 15                  | 8  | Romain Grosjean  | Lotus-Mercedes       | 1:13.056  | 1:13.913 |          | 14   |
| 16                  | 13 | Pastor Maldonado | Lotus-Mercedes       | 1:13.385  |          |          | 15   |
| 17                  | 22 | Jenson Button    | McLaren-Honda        | 1:13.425  |          |          | 16   |
| 18                  | 53 | Alexander Rossi  | Marussia-Ferrari     | 1:16.151  |          |          | 17   |
| 19                  | 28 | Will Stevens     | Marussia-Ferrari     | 1:16.283  |          |          | 18   |
| 107% tijd: 1:16.699 |    |                  |                      |           |          |          |      |
| 20                  | 14 | Fernando Alonso  | McLaren-Honda        | geen tijd |          |          | 20   |

## Race
| Pos | No | Coureur          | Constructeur         | Rondes | Tijd/Oorzaak uitval | Grid | Punten |
| --- | -- | ---------------- | -------------------- | ------ | ------------------- | ---- | ------ |
| 1   | 6  | Nico Rosberg     | Mercedes             | 71     | 1:31:09.090         | 1    | 25     |
| 2   | 44 | Lewis Hamilton   | Mercedes             | 71     | +7.756              | 2    | 18     |
| 3   | 5  | Sebastian Vettel | Ferrari              | 71     | +14.244             | 3    | 15     |
| 4   | 7  | Kimi Räikkönen   | Ferrari              | 71     | +47.543             | 4    | 12     |
| 5   | 77 | Valtteri Bottas  | Williams-Mercedes    | 70     | +1 ronde            | 7    | 10     |
| 6   | 27 | Nico Hülkenberg  | Force India-Mercedes | 70     | +1 ronde            | 5    | 8      |
| 7   | 26 | Daniil Kvjat     | Red Bull-Renault     | 70     | +1 ronde            | 6    | 6      |
| 8   | 8  | Romain Grosjean  | Lotus-Mercedes       | 70     | +1 ronde            | 14   | 4      |
| 9   | 33 | Max Verstappen   | Toro Rosso-Renault   | 70     | +1 ronde            | 9    | 2      |
| 10  | 13 | Pastor Maldonado | Lotus-Mercedes       | 70     | +1 ronde            | 15   | 1      |
| 11  | 3  | Daniel Ricciardo | Red Bull-Renault     | 70     | +1 ronde            | 19   |        |
| 12  | 11 | Sergio Pérez     | Force India-Mercedes | 70     | +1 ronde            | 11   |        |
| 13  | 12 | Felipe Nasr      | Sauber-Ferrari       | 70     | +1 ronde            | 13   |        |
| 14  | 22 | Jenson Button    | McLaren-Honda        | 70     | +1 ronde            | 16   |        |
| 15  | 14 | Fernando Alonso  | McLaren-Honda        | 70     | +1 ronde            | 20   |        |
| 16  | 9  | Marcus Ericsson  | Sauber-Ferrari       | 69     | +2 ronden           | 12   |        |
| 17  | 28 | Will Stevens     | Marussia-Ferrari     | 67     | +4 ronden           | 18   |        |
| 18  | 53 | Alexander Rossi  | Marussia-Ferrari     | 67     | +4 ronden           | 17   |        |
| DNF | 55 | Carlos Sainz jr. | Toro Rosso-Renault   | 0      | Vermogen            | 10   |        |
| DSQ | 19 | Felipe Massa     | Williams-Mercedes    | 70     | Gediskwalificeerd   | 8    |        |

## Tussenstanden na de Grand Prix

### Coureurs
| Positie | Nummer | Rijder           | Team              | Punten |
| ------- | ------ | ---------------- | ----------------- | ------ |
| 1       | 44     | Lewis Hamilton   | Mercedes          | 363    |
| 2       | 6      | Nico Rosberg     | Mercedes          | 297    |
| 3       | 5      | Sebastian Vettel | Ferrari           | 266    |
| 4       | 77     | Valtteri Bottas  | Williams-Mercedes | 136    |
| 5       | 7      | Kimi Räikkönen   | Ferrari           | 135    |

### Constructeurs
| Positie | Team                 | Punten |
| ------- | -------------------- | ------ |
| 1       | Mercedes             | 660    |
| 2       | Ferrari              | 401    |
| 3       | Williams-Mercedes    | 253    |
| 4       | Red Bull-Renault     | 178    |
| 5       | Force India-Mercedes | 120    |